# Placement-routage
En électronique, le placement-routage est le processus au cours duquel les différentes parties d'un circuit électronique ou d'un circuit intégré sont automatiquement positionnées et connectées. 

## Aspects algorithmiques
Le problème algorithmique associé à la tâche de placement-routage est un problème d'optimisation considéré comme difficile au sens de la théorie de la complexité. Il nécessite des techniques métaheuristiques comme les algorithmes génétiques ou le recuit simulé. Les temps de calcul sont donc souvent très élevés au vu du nombre d'éléments à considérer. Il est toutefois possible de laisser une marge de manœuvre à l'algorithme pour obtenir plus rapidement une solution acceptable mais non-optimale.